# Vallejimeno
Vallejimeno, también conocido como Vallegimeno, es una localidad del municipio de Valle de Valdelaguna situada en la provincia de Burgos, comunidad autónoma de Castilla y León (España). Pertenece a la comarca de Sierra de la Demanda y al partido judicial de Salas de los Infantes. Cuenta con una población de 11 habitantes (INE 2024).

## Geografía
Vallejimeno se encuentra a 1081 metros sobre el nivel del mar, en el valle del río Tejero, también conocido como río de Quintanilla, en la vertiente atlántica de la Sierra de la Demanda y al norte de la Sierra de Neila.; a 19 km de Salas de los Infantes, cabeza de partido, y a 74 de Burgos, capital de provincia.
El clima de Vallejimeno es un clima mediterráneo continentalizado, aunque tiene importantes influencias del clima de montaña, que es el que hay en las montañas de la Sierra de la Demanda que lo rodean. Posee una gran amplitud térmica con un clima diurno cálido y un clima nocturno con bajas temperaturas, que llegan a ser inferiores a 0 grados en época invernal.

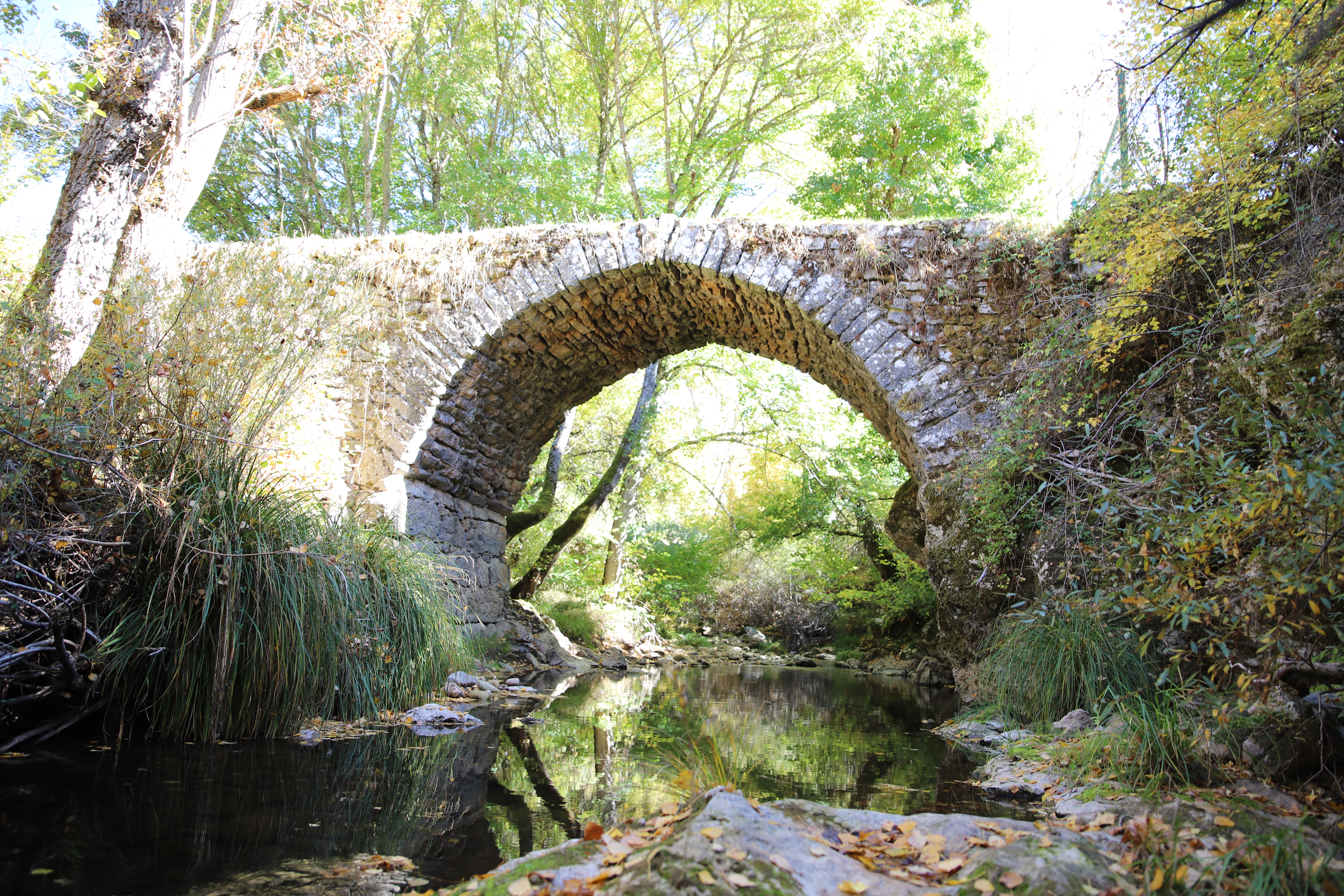
Puente Romano

Comunicaciones: Por la carretera BU-821 y el Autobús Burgos-Huerta de Arriba.

## Historia
Villa, de la Jurisdicción de Valdelaguna, en el partido de Aranda, jurisdicción de realengo, con alcalde ordinario.
A la caída del Antiguo Régimen queda agregado al ayuntamiento constitucional de Valle de Valdelaguna, en el partido de Salas de los Infantes perteneciente a la región de Castilla la Vieja.
Así se describe a Vallejimeno en el tomo XV del Diccionario geográfico-estadístico-histórico de España y sus posesiones de Ultramar, obra impulsada por el ministro de Hacienda Pascual Madoz a mediados del siglo XIX:

Villa en la provincia, audiencia territorial , capitanía general y diócesis de Burgos (9 1/2 leg.), partido judicial de Salas de los Infantes (4). ayuntamiento del valle de Valdelaguna.  SIT. en una hondonada defendida de los vientos del O. por unas rocas muy elevadas que tiene inmediatas á la población; su CLIMA es frió y propenso fiebres intermitentes é inflamatorias. Tiene 56 CASAS; escuela de instrucción primaria; una iglesia parroquial (San Martin) servida por un cura párroco; un lavadero para beneficiar las lanas. El término confina con los de Bezares, Quintanilla, Urrilla y Huerta de Abajo; en él se encuentra un ex-convento de frailes franciscos, y á 2 1/2 leg. de la villa está la llamada Laguna Negra, que tiene 300 pasos de circunferencia y mucha profundidad; sus aguas de un color verdoso, vierten unas á la parte de la Rioja y otras al río  Arlanza. El TERRENO es de mediana calidad; su monte contiene algún arbolado de hayas y pinos. Los CAMINOS son locales, PROD.  cereales, legumbres, leña y p a s t o s ; cria ganado lanar, y caza de v a rias especies, POBL.  50 vecinos , 187 almas CAP. PROD.  302,900 reales, IMP.  27,334.
Diccionario geográfico-estadístico-histórico de España y sus posesiones de Ultramar

## Demografía
En el censo de 1950 la población era de 196 habitantes, reducidos a 16 en 2004, 13 en 2020. Reflejando un proceso progresivo y constante de despoblación, que también se observa en la mayor parte del medio rural español, especialmente en la Serranía Celtibérica de la que Vallejimeno forma parte.

## Situación administrativa
En las elecciones locales de 2007 correspondientes a esta entidad local menor concurre una sola candidatura encabezada por María Soledad Coco Alagüero (PP). Tras los comicios municipales del año 2015, María Montserrat Sáinz es elegida alcaldesa por el (PSOE). En las elecciones de 2019, el alcalde elegido fue Enrique Molina, por el (PP), siendo reelegido en el cargo en las elecciones de 2023.

## Galería

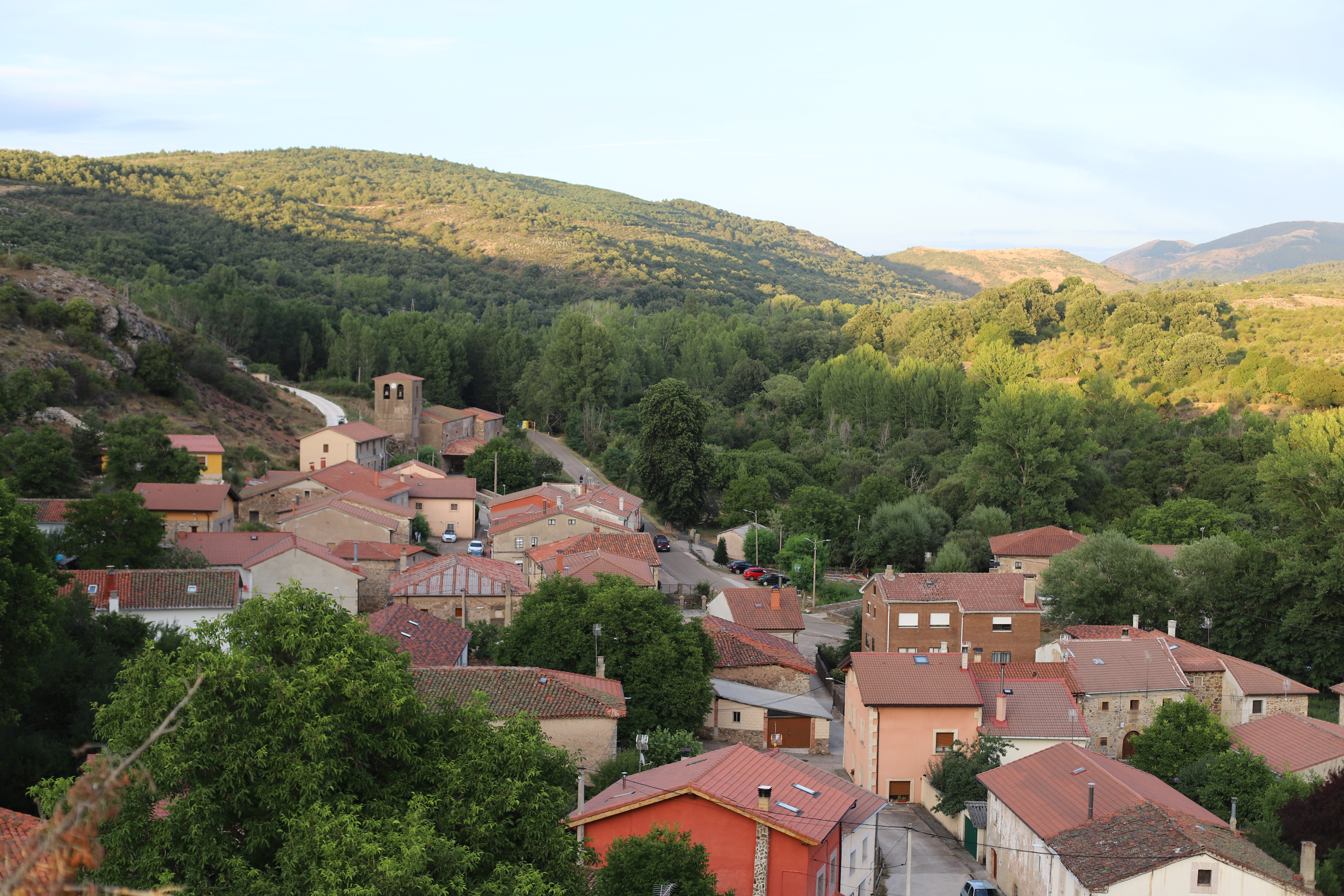
Vallejimeno desde el oeste
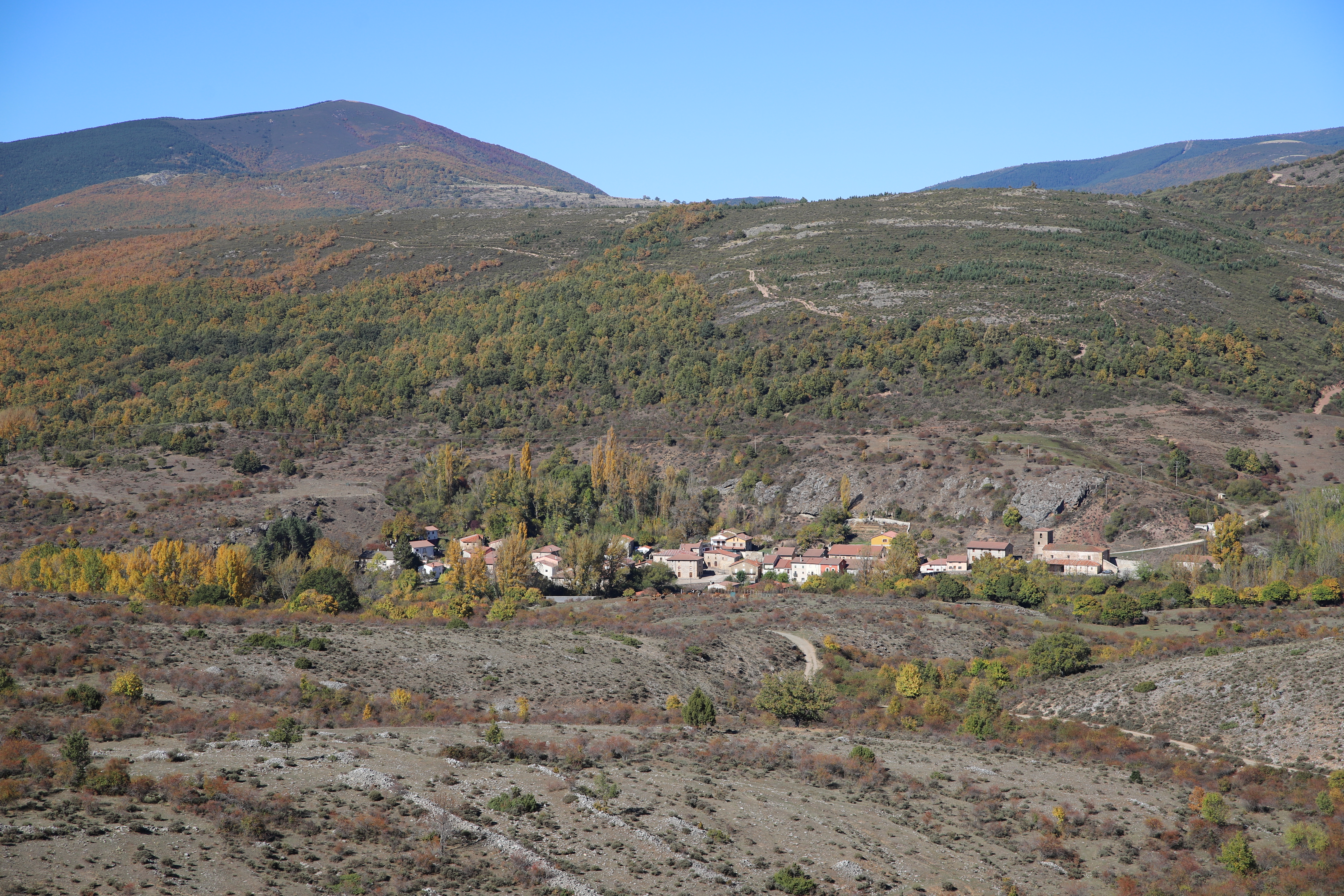
Vallejimeno desde el sur
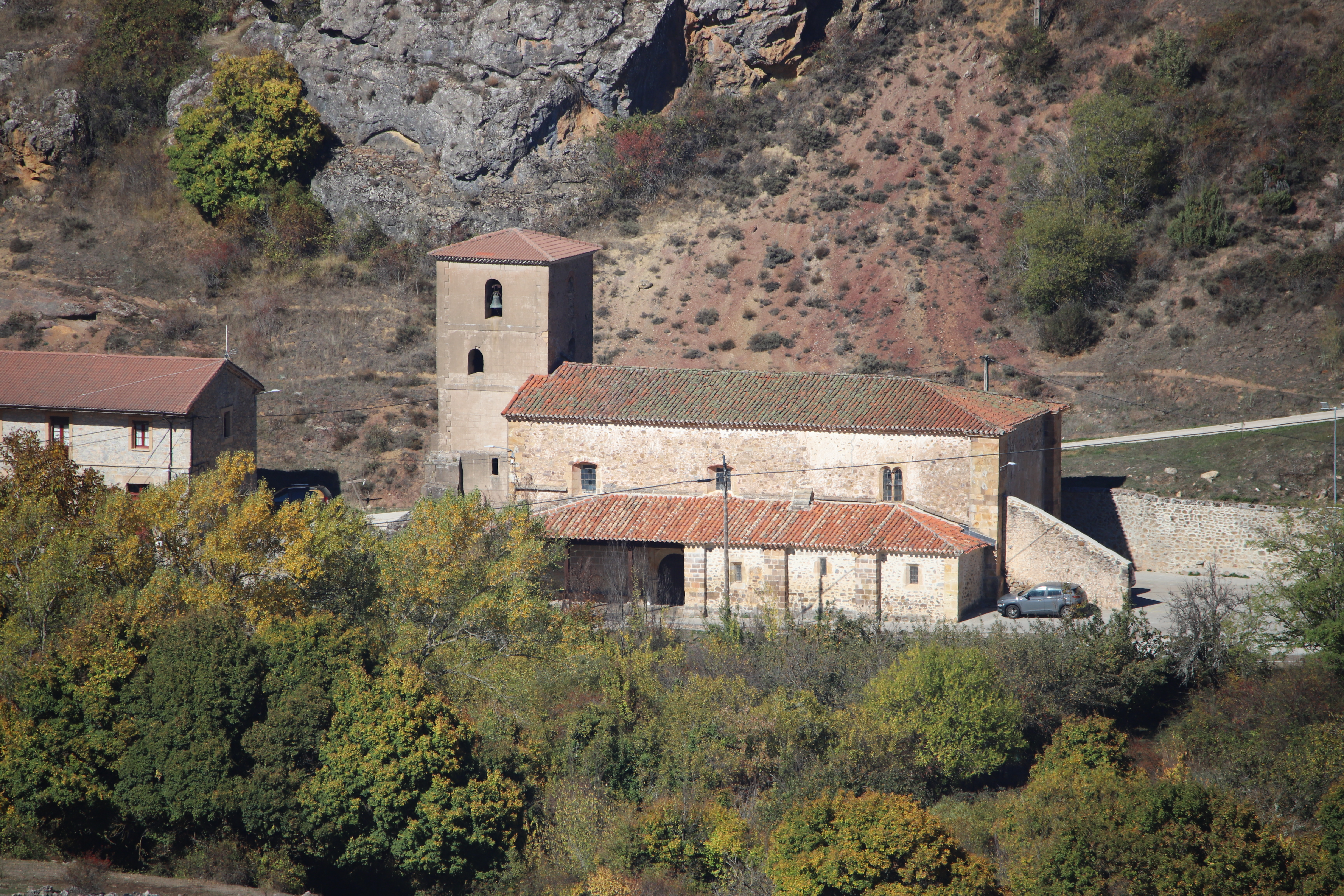
Iglesia de San Martín
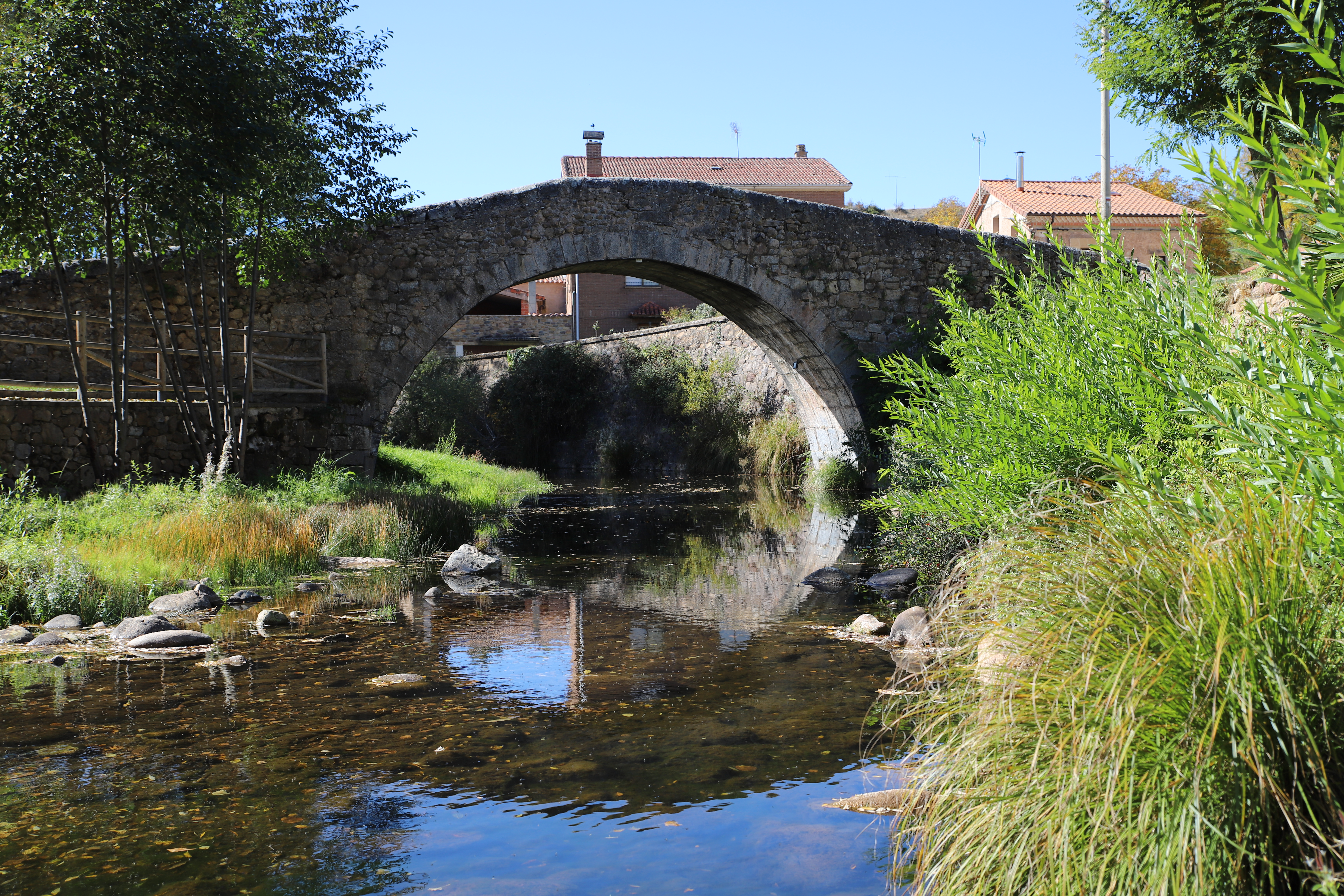
Puente Medieval
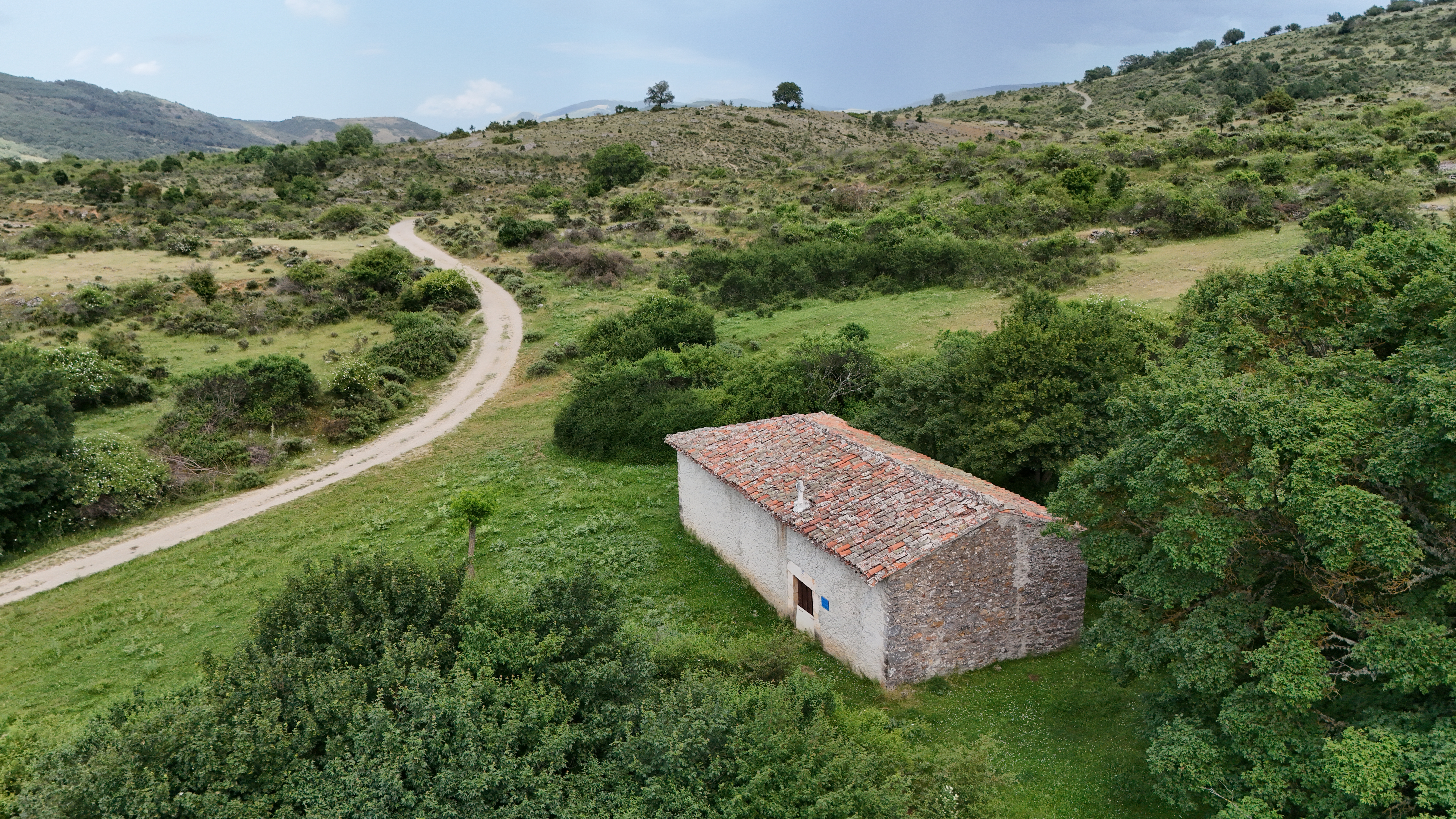
Ermita de Santa María